# Jonas Linde
Jonas Otto Linde, född 1 maj 1898, död 7 mars 1986, var en svensk fysiker. Han disputerade 1939 vid Stockholms högskola, och var senare professor i fasta tillståndets fysik vid Kungliga Tekniska högskolan. Han invaldes 1956 i Ingenjörsvetenskapsakademien och blev 1967 ledamot av Vetenskapsakademien. Linde är begravd på Lidingö kyrkogård.